# Only Built 4 Cuban Linx...
Only Built 4 Cuban Linx... er et hip-hopalbum fra 1995 udgivet af Wu-Tang Clan-rapperen Raekwon. Udover Raekwon bidrager Method Man, Ghostface Killah, RZA, GZA, Nas, Cappadonna, Blue Raspberry, U-God, Inspectah Deck, Masta Killa samt Popa Wu på albummet. 
Only Built 4 Cuban Linx... debuterede på 4. pladsen på Billboard 200 og solgte 130.000 i sin første uge og har siden solgt 1,1 mio. eksemplarer i USA alene. 
Flere musikkritikere har nævnt Only Built 4 Cuban Linx... som et af de bedste hip/hop albums nogen sinde. Albummets fokus ligger på en italiensk inspireret mafia stil med organiseret kriminalitet, som en stor del af albummets indbyggede historie. Det nævnes ofte som katalysatoren på mafia-rapgenren. Albummet havde indflydelse på en stor del af de næste års udgivne albums såsom Doe or Die af AZ, Reasonable Doubt af Jay-Z, It Was Written af Nas, Life After Death af The Notorious B.I.G.
⋅